# Ras al-Dschinz
Koordinaten: 22° 26′ 0″ N, 59° 49′ 26″ O
Ras al-Dschinz (arabisch رأس الجنز Ra's al-Dschinz, DMG raʾs al-ǧinz; auch Ras al-Jinz) ist ein kleiner Ort im heutigen Oman, der sich rund 35 Kilometer östlich von Sur am Meer befindet. Er liegt elf Kilometer südlich der Spitze der Arabischen Halbinsel bei Ras al-Hadd und ist der östlichste Punkt der Halbinsel und des Landes.
Ras al-Dschinz ist für Touristen vor allem wegen seines Strandes und der Meeresschildkröten bekannt, die dort regelmäßig Eier legen.

## Geschichte
Bei Ras al-Dschinz wird seit 1985 von einem französisch-italienischen Team ein bronzezeitlicher, ca. 2200 bis 1900 v. Chr. alter Hafenort ausgegraben. Es kam ein großes Gebäude aus Lehmziegeln mit sieben Räumen zu Tage. Diese Räume öffneten sich auf einen Korridor. Der Bau scheint als Handwerksbetrieb gedient zu haben. Es gibt Belege für die Verarbeitung von Muscheln, Schildkrötenpanzern, Flint und Augenschminke, die aus Magnesiumerz gewonnen wurde.
Unter den Funden stammte ca. 20 % der Keramik von der Indus-Kultur. Es fanden sich auch Scherben mit Zeichen der Indusschrift. Der Ort war in der Bronzezeit offensichtlich ein Hafen, den die Schiffe der Indus-Kultur anliefen. Noch heute ist Ras al-Dschinz ein wichtiger Orientierungspunkt für Schiffe, die aus Pakistan kommen.

## Ras al-Dschinz Schildkrötenreservat

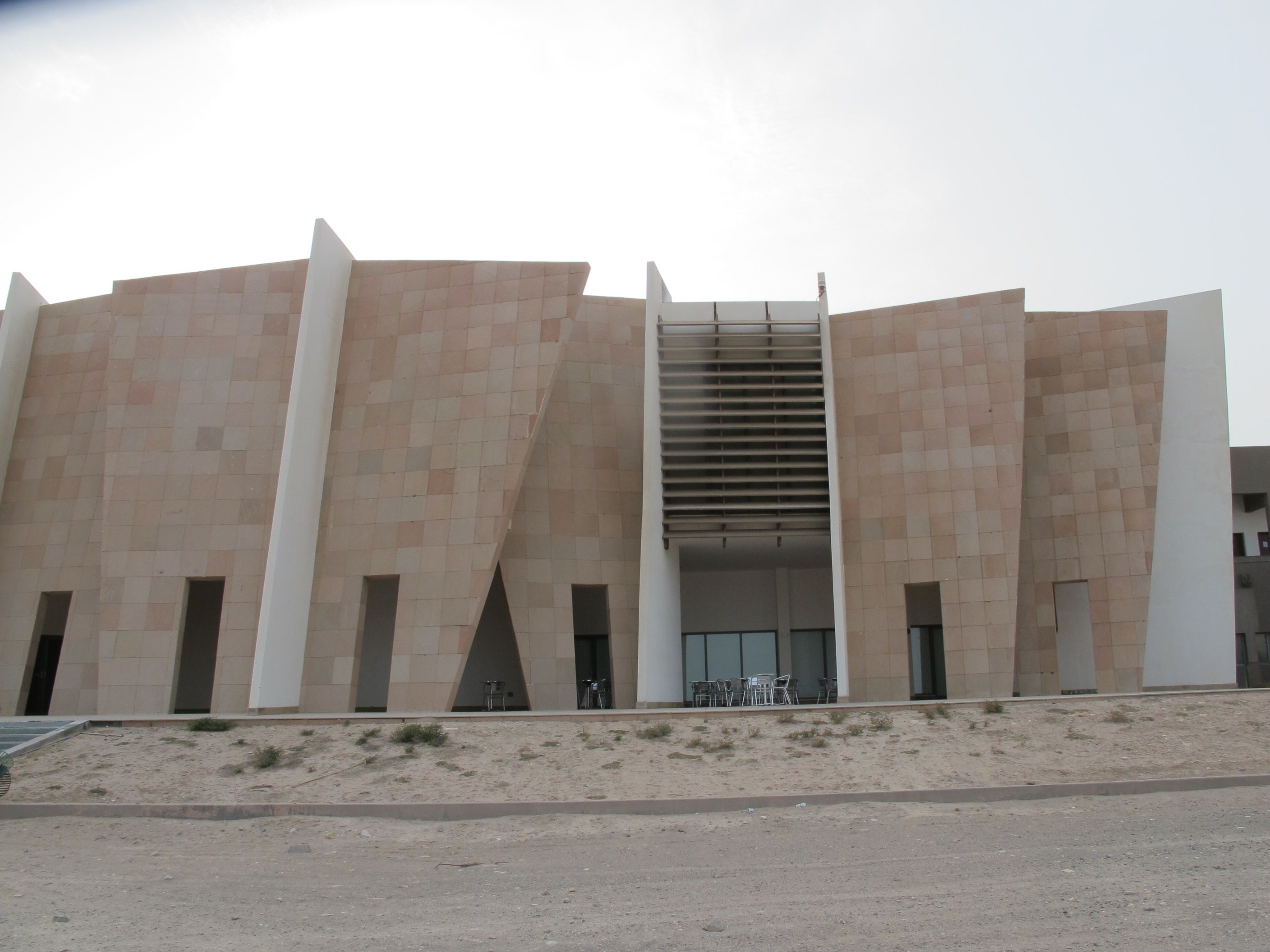
Besucherzentrum (seeseitig)

Im Jahr 1996 wurde ein Naturschutzreservat für Meeresschildkröten eingerichtet. Seit 2008 besteht ein Besucherzentrum mit Museum, das auch nächtliche Touren zum Strand und Unterkünfte für Touristen anbietet.
Der Strand ist ein bedeutender Brutplatz vor allem für Suppenschildkröten. Hauptzeit für die Eiablage sind die Monate Mai bis September. Allerdings können am Strand ganzjährig erwachsene Weibchen bei der Ablage der Eier und Jungtiere beim Schlüpfen beobachtet werden, wenn auch nicht in so großer Anzahl wie in den Hauptmonaten.

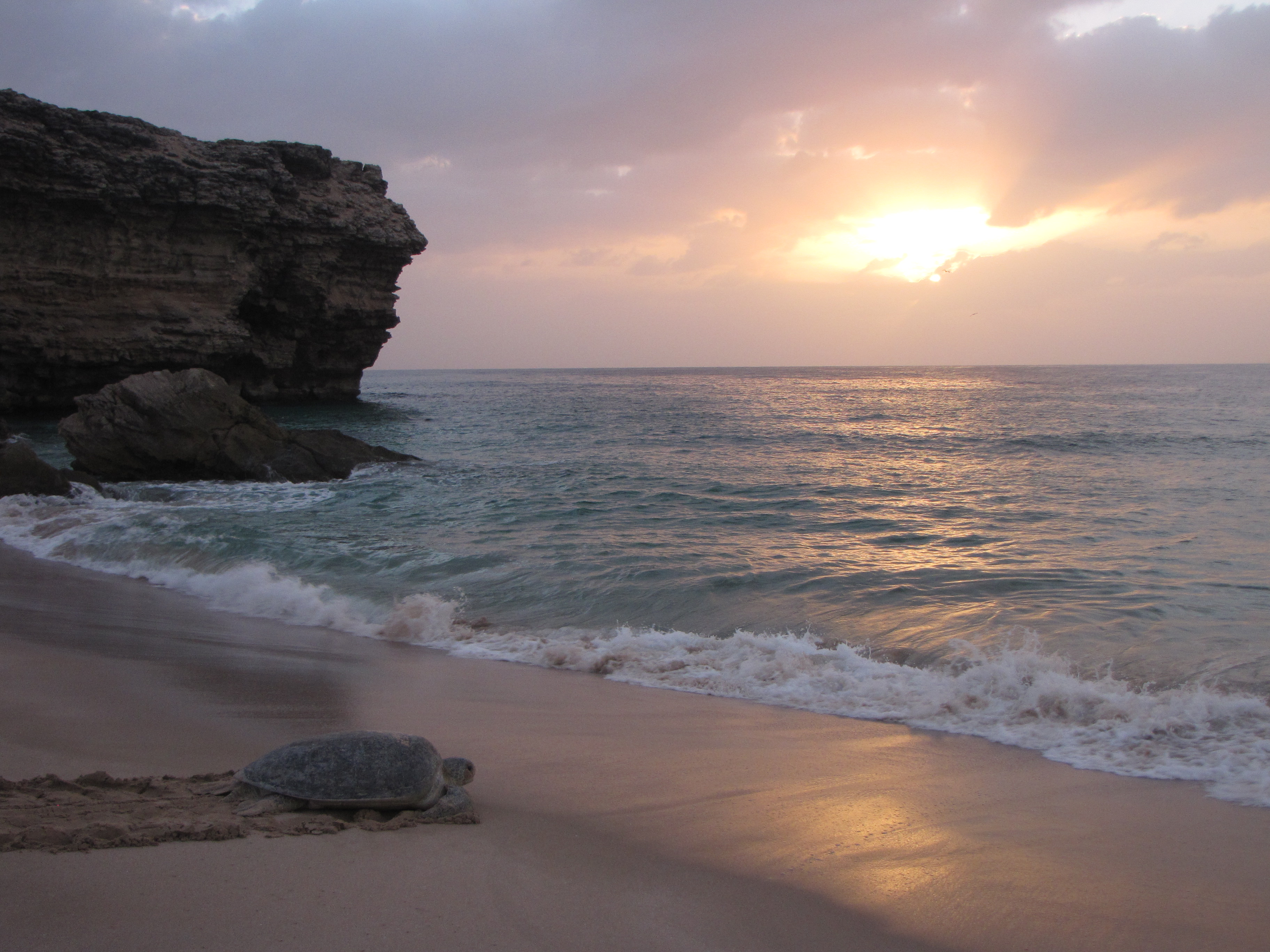
Strand
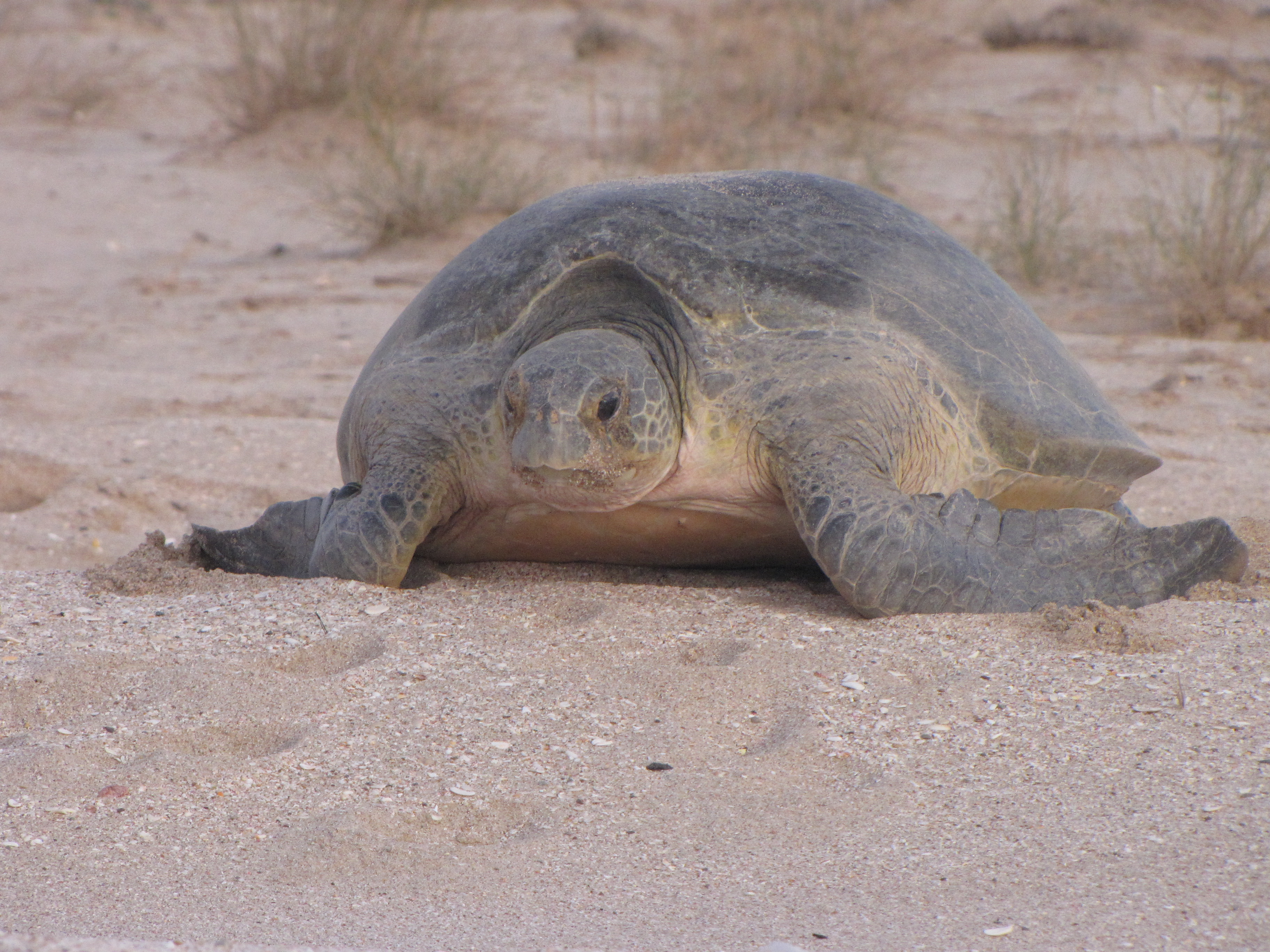
Weibchen nach Eiablage
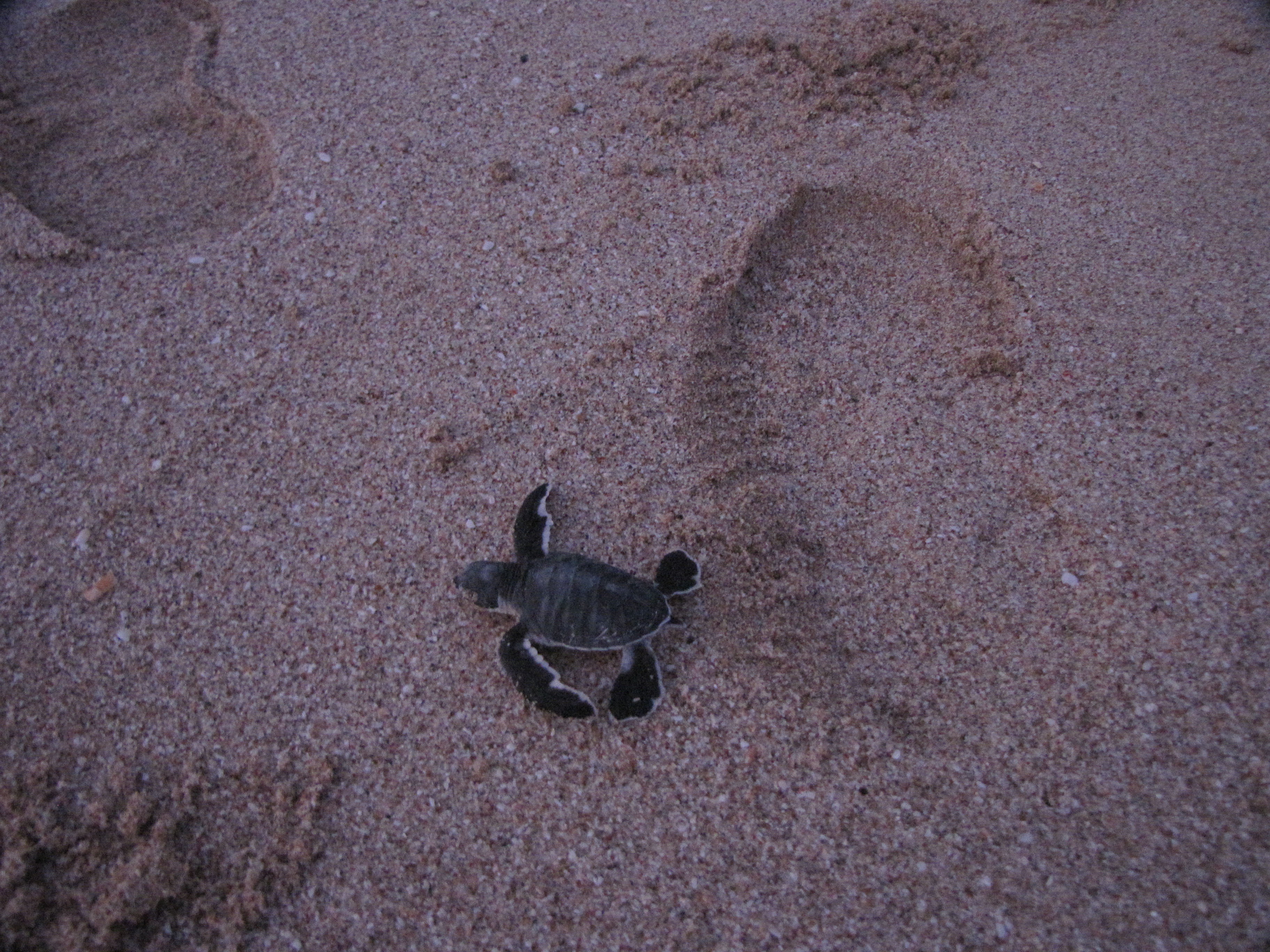
Frisch geschlüpftes Jungtier